# Tephritis calliopsis
Tephritis calliopsis är en tvåvingeart som beskrevs av Wang 1990. Tephritis calliopsis ingår i släktet Tephritis och familjen borrflugor. Inga underarter finns listade i Catalogue of Life.